# Heinrich Schulte (Priester)

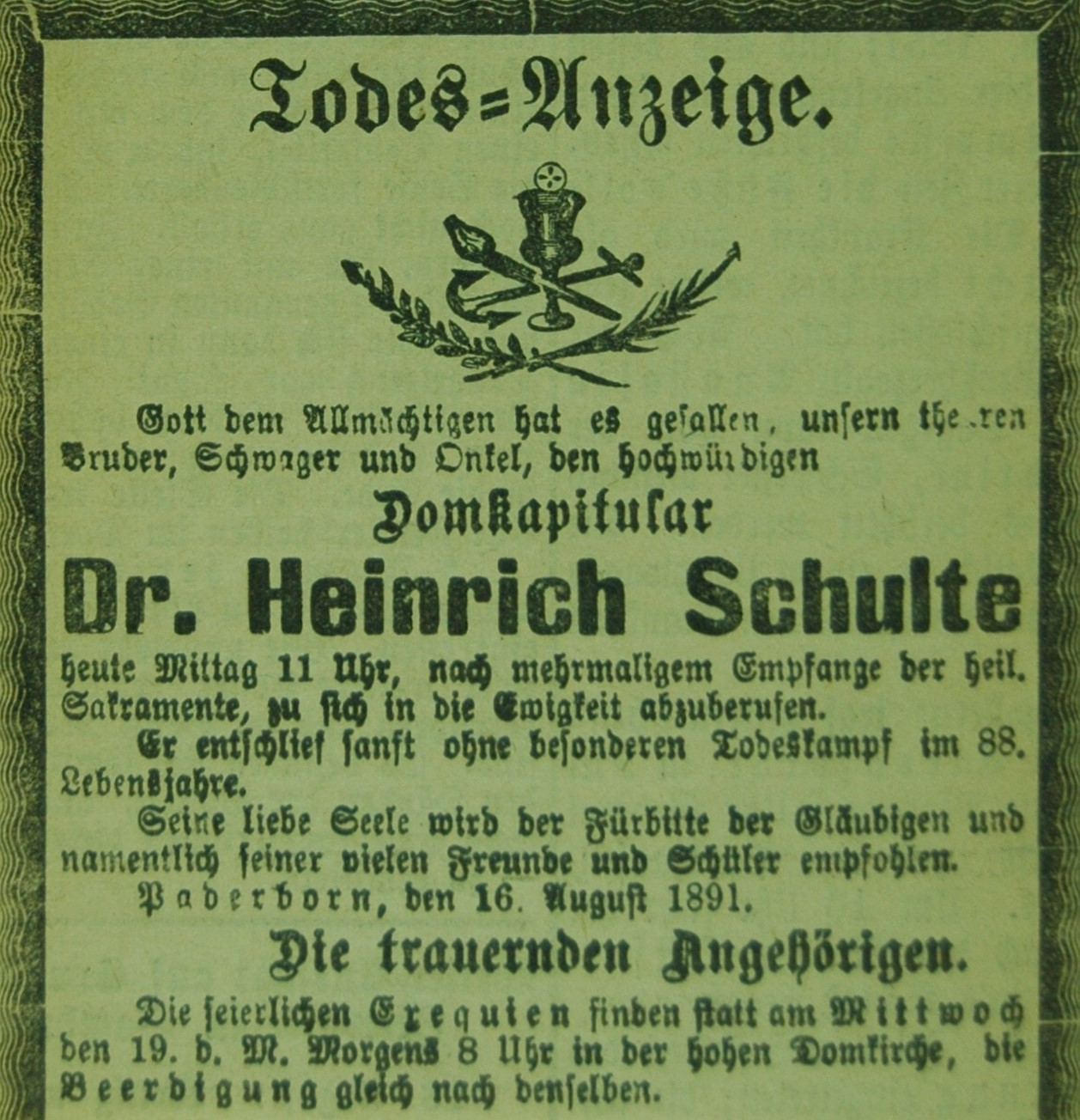

Heinrich Schulte (* 13. Februar 1804 in Allagen; † 16. August 1891 in Paderborn) war ein deutscher römisch-katholischer Priester, Domkapitular, Professor für Theologie und Regens des Priesterseminars in Paderborn.

## Leben
Heinrich Schulte stammt aus einer Küster- und Lehrerdynastie. Sein Vater Henricus Jakobus Schulte (1772–1851) und sein Großvater Henricus Theodorus Schulte (* 1719) waren Küster und Lehrer in Allagen, ebenso zunächst sein Bruder Theodor Schulte (1803–1878), der von 1861 bis 1875 Gemeindevorsteher von Bigge war. Sein Onkel Theodorus Franciscus Schulte (1777–1819) war Pfarrer in Grevenstein, Stockum und Anröchte. Heinrich Schulte studierte Theologie und Philosophie in Münster und Bonn und wurde zum Doktor der Philosophie promoviert. Nach der Priesterweihe 1826 war er zunächst Kaplan und dann Pfarrer in Beverungen. Von 1844 bis zu seinem Tode war er Domkapitular in Paderborn, nachdem er 1841 zum ersten selbständigen Regens des dortigen Priesterseminars ernannt worden war.

## Wirken

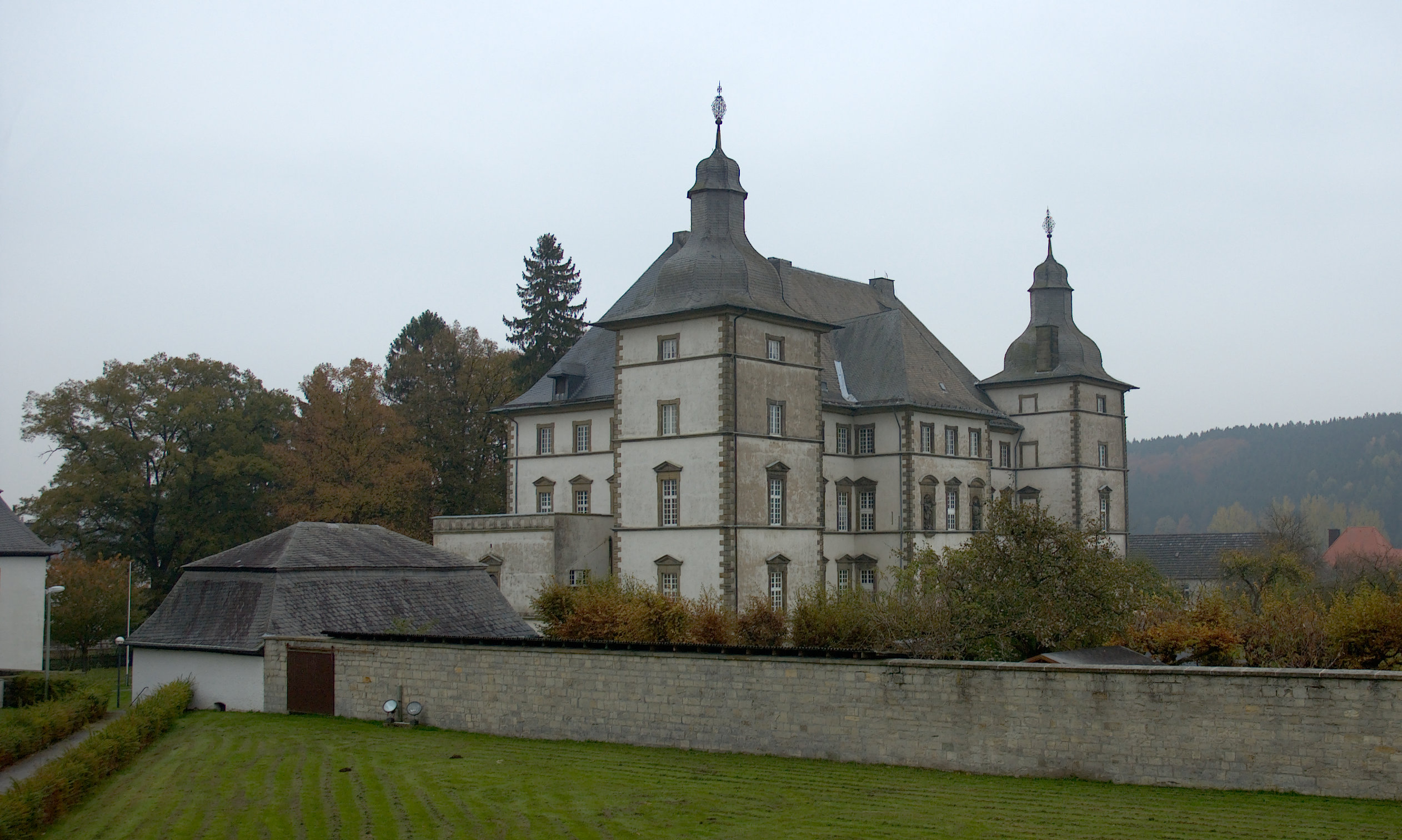
Deutschordensschloss Mülheim

Heinrich Schulte übernahm von 1841 bis 1843, zunächst vertretungsweise, den Lehrstuhl für Moral an der Philosophisch-Theologischen Fakultät Paderborn, anschließend bis 1866 die Pastoralprofessur im Priesterseminar. Als er 1866 nach 25 Jahren sein Amt als Regens des Priesterseminars niederlegte, hatte er fast 1000 Priester ausgebildet und soll „mit strengem Regiment eine ganze Priestergeneration geformt“ haben. In seiner fast 50-jährigen Amtszeit im Domkapitel wirkte Schulte an der Wahl der Paderborner Bischöfe Franz Drepper (1845), Konrad Martin (1856), Franz Kaspar Drobe (1882 vom Papst ernannt) und Hubert Theophil Simar (1891) mit. Bei der sehr umstrittenen Wahl Konrad Martins zum Bischof 1855/56 leistete Schulte zusammen mit einer Gruppe weiterer Domkapitulare heftigen Widerstand gegen den von der Mehrheit des Domkapitels betriebenen Plan, ausschließlich nicht dem Bistum angehörige Kandidaten zur Wahl zu stellen. Bei der Vorwahl unterlag Schulte jedoch, da auf ihn nur 5 der 12 Stimmen entfielen. Schulte hatte Anteil an den Auseinandersetzungen mit den Altkatholiken nach dem Ersten vatikanischen Konzil und im Kulturkampf mit Bismarck, als der Paderborner Bischofsstuhl nach der Flucht 1875 und dem Tod 1879 von Bischof Konrad Martin unbesetzt war. In dieser Zeit erwarb er das Schloss der ehemaligen Deutschordenskommende Mülheim (heute Stadt Warstein), nachdem der Orden der Salesianerinnen 1875 infolge der Kulturkampfs das Schloss verlassen musste. Das Schloss verkaufte er 1884 an die Olper Franziskanerinnen, um ihnen dort die Einrichtung eines neuen Klosters zu ermöglichen. Schulte gehörte 1888 zu den Gründern des westfälischen Provinzialvereins vom Roten Kreuz zur Pflege im Felde verwunderter und erkrankter Krieger, einem der Vorläufer des Deutschen Roten Kreuzes.